# Lex Cornelia Fulvia de ambitu
Lex Cornelia Fulvia de ambitu е римски закон, даден за гласуване в Сената през 159 пр.н.е. от консулите на тази година Гней Корнелий Долабела и Марк Фулвий Нобилиор. Законът е приет от Сената.
Този закон е против подкупването при изборите, както издаденият през 181 пр.н.е.
закон Lex Cornelia Baebia de ambitu от плебейския консул Марк Бебий Тамфил. 